# ارزش بصری
ارزش بصری یا رنگ مایه، میزان شدت تاریکی و روشنایی است.توانایی دیدن به علت وجود نسبی نور است.جنس و بافت اشیا در میزان نور دخالت دارند.در طبیعت بین نور و تاریکی مطلق درجات مختلفی وجود دارد، این درجات را رنگ مایه یا تونالیته  می‌نامند.نور یکی از بهترین و مؤثرترین روش‌ها برای نشان دادن بعد سوم است.سایه روشن بدون توجه به رنگ، تصاویر سیاه و سفید یا طراحی‌های سایه روشن دار از طبیعت رامطابق واقعیت می‌بینیم.نور مظهر دفع ظلمت است.

## نور در عهد باستان
در تمدن‌های باستانی نور مظهر مردانگی بوده وزمین وماه که روشنی خود را از خورشید می‌گرفتند، از جنس ماده به‌شمار می‌رفتند.در فلسفه کهن چین,یین مظهر تاریکی ویانگ مظهر نور است.خاصیت نمادین نور از ذهن خیال پرداز انسان سرچشمه می‌گیرد.هنگامی که تاریکی و روشنایی به حداکثر شدت خود برسند ونیم سایه‌ها حذف یا بی اهمیت شوند، فضای مثبت و منفی ایجاد می‌شود.برای ایجاد حجم پردازی وبرجسته نمایی در طراحی و نقاشی از سایه روشن کاری بهره می‌گیرند.
هرگاه رنگ‌ها در درجه یکسان از تاریکی و روشنایی کنار هم قرار گیرند، تنها بر اساس خاصیت رنگی آن‌ها را از یکدیگر تشخیص می‌دهند.
رنگ‌ها در درجه روشنی و تاریکی باهم تفاوت دارند.
در نقاشی نوین سعی می‌کنند کاربرد نور را به رنگ بسپارند.

## نور در ایران
در نگارگری ایرانی نور منتشر است و در جهانی به دور از سایه‌ها، طبیعت پردازی و سایه پردازی نمی‌شود. برای خلق پرسپکتیو جوی می‌توان از ارزش بصری استفاده کرد.
در ایران باستان و ایران اسلامی همواره نور از جایگاه ویژه‌ای برخوردار است و آن را نمادی از ذات باریتعالی میدانند.
نور در معماری مذهبی نقش مهمی را ایفا می‌کند و نقش هداییت کننده به سوی کمال  را به عهده می‌گیرد.